# Daniel Chester French

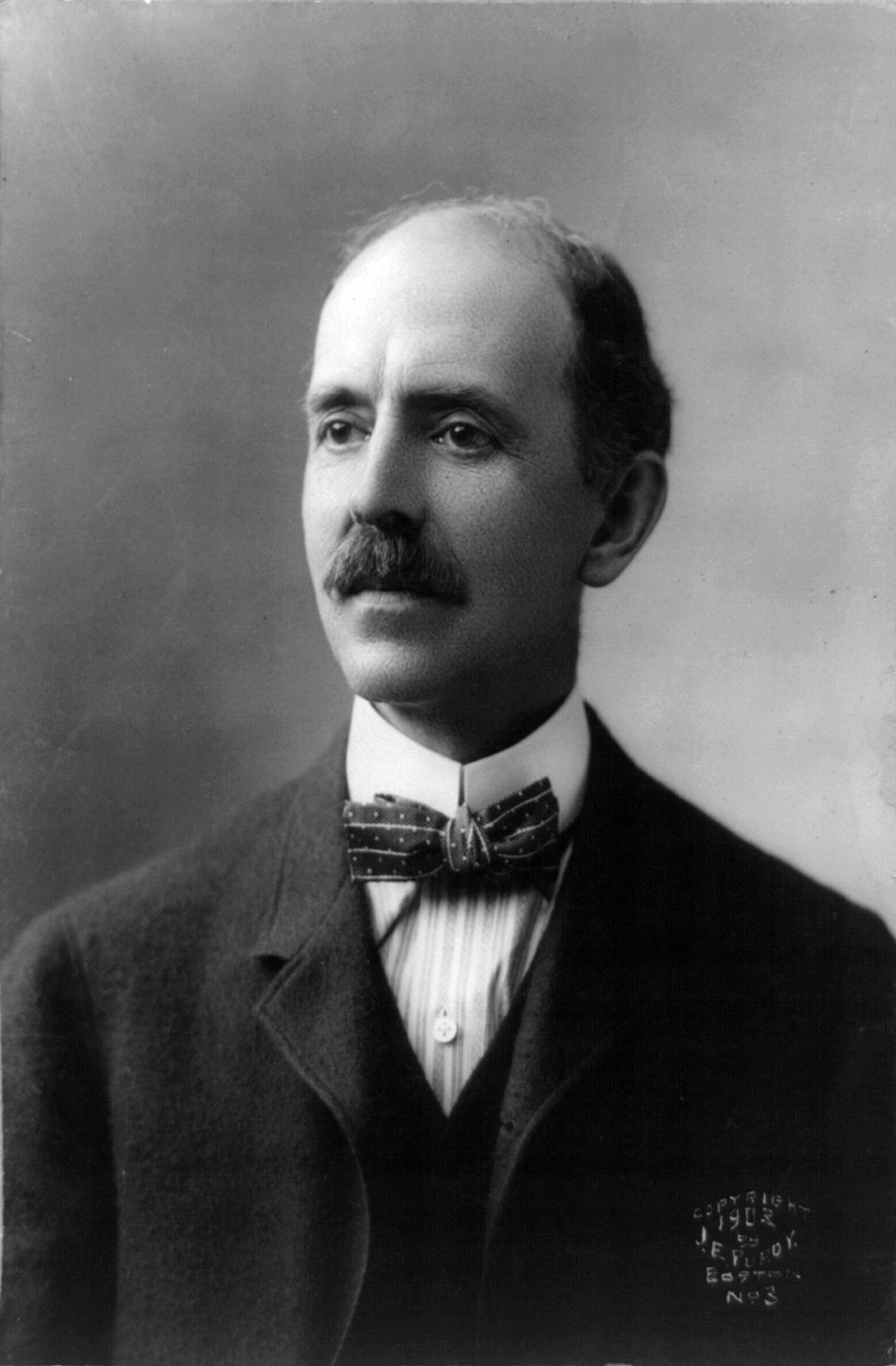
Daniel Chester French, um 1902

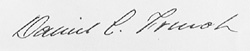
Autogramm von Daniel Chester French

Daniel Chester French (* 20. April 1850 in Exeter, New Hampshire; † 7. Oktober 1931 in Stockbridge, Massachusetts) war ein US-amerikanischer Bildhauer, von dem die berühmte Lincoln-Statue in Washington, D.C. stammt. Er gilt als einer der bedeutendsten Bildhauer des 19. und 20. Jahrhunderts. Seine Arbeiten kann man in Parks, Universitäten, Behördengebäuden, Denkmälern und Museen sehen.

## Leben
Daniel Chester war der Sohn von Henry Flagg French, einem Rechtsanwalt und Assistenten im Finanzministerium. Schon früh entdeckte er seine künstlerische Begabung, und die Schriftstellerin Louisa May Alcott bestärkte ihn darin, Bildhauer zu werden. French studierte am Massachusetts Institute of Technology in Cambridge. Bei einem Verwandtenbesuch in Brooklyn lernte er den Bildhauer John Quincy Adams Ward kennen und arbeitete einen Monat lang auf Provision in dessen Werkstatt. Im Jahr 1873 bekam French von der Stadt Concords einen Auftrag einen Statue zu Hundertjahrfeier der Schlacht von Lexington und Concord zu erschaffen. Die Statue The Minute Man wurde am 19. April 1875 feierlich enthüllt. Darauf fuhr er für ein Jahr nach Italien, um in Florenz bei Thomas Ball seine Fähigkeiten zu verfeinern. Kurz nach seiner Rückkehr in die Vereinigten Staaten ging er nach Frankreich, um an der École nationale supérieure des beaux-arts de Paris zu studieren. Darauf lebte er einige Jahre in der Nähe von Florenz.
Im Jahr 1917 wurde erstmals der Pulitzer-Preis für hervorragende journalistische Leistungen in den USA verliehen und Daniel Chester French wurde mit dem Design der Goldmedaille beauftragt. French war einer von vielen Bildhauern, die das Model Audrey Munson häufig beschäftigten.
Daniel Chester French starb am 7. Oktober 1931 in Stockbridge und wurde auf dem Friedhof von Concords bestattet. Dessen Sommerhaus Chesterwood, entworfen vom Architekten und Freund Henry Bacon, in Stockbridge ist heute ein Museum.

## Ehrungen und Ämter
- 1893 Gründungsmitglied der National Sculpture Society
- 1901 Mitglied der National Academy of Design
- 1904 Mitglied der The American Academy of Arts and Letters
- 1913 Mitglied der American Academy of Arts and Sciences
- 1920 Mitglied der Académie royale des Sciences, des Lettres et des Beaux-Arts de Belgique[1]
- Mitglied der Architectural League of New York
- Mitglied der Accademia di San Luca in Rom
- 1940 Daniel Chester French auf einer Briefmarke des United States Postal Service

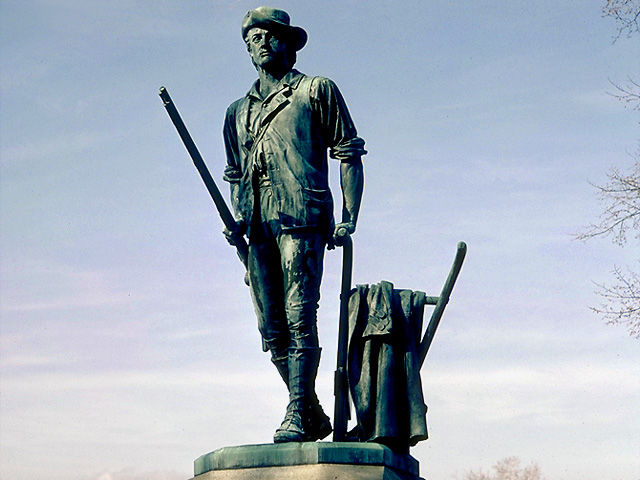
The Minute Man
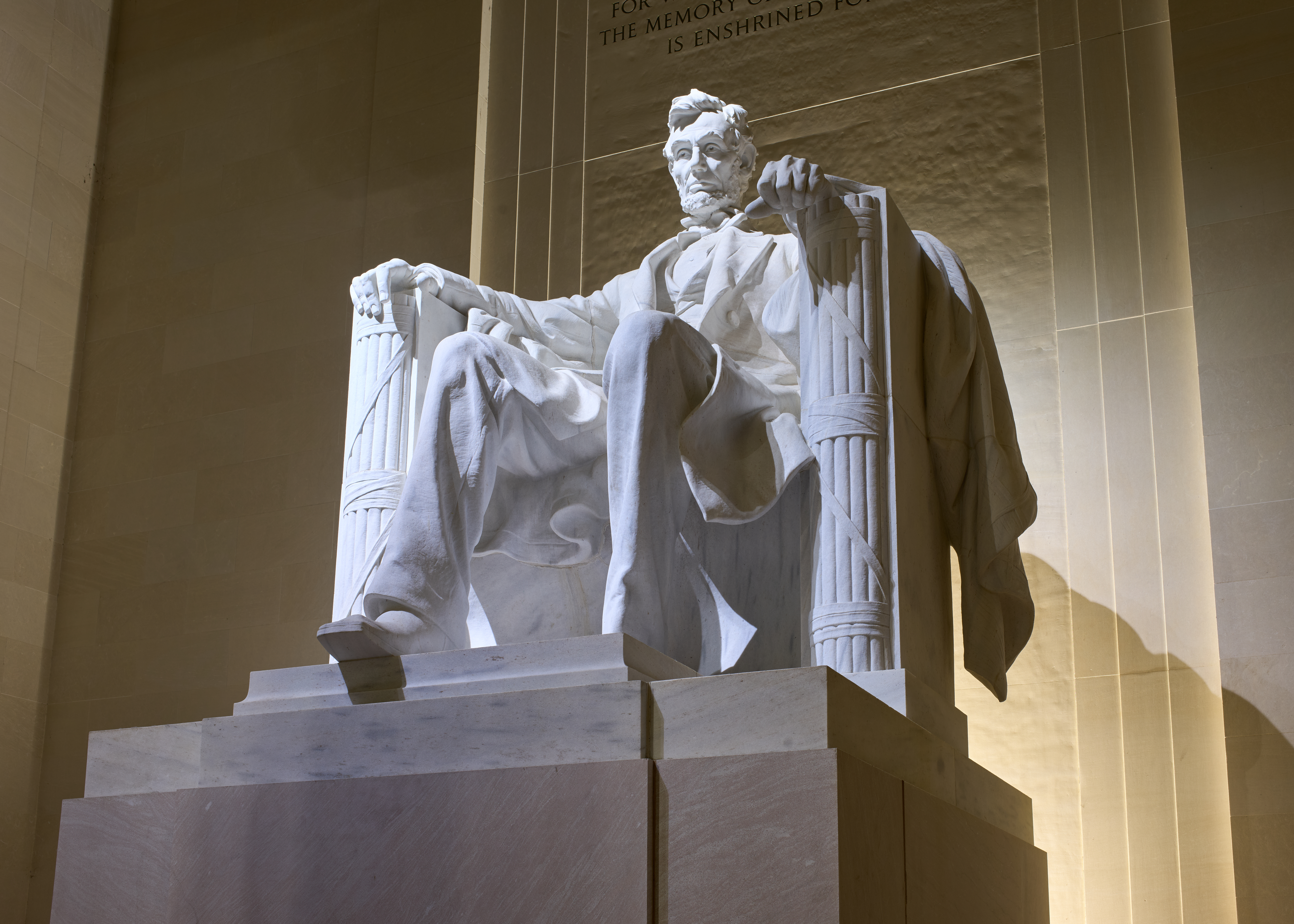
Lincoln-Statue
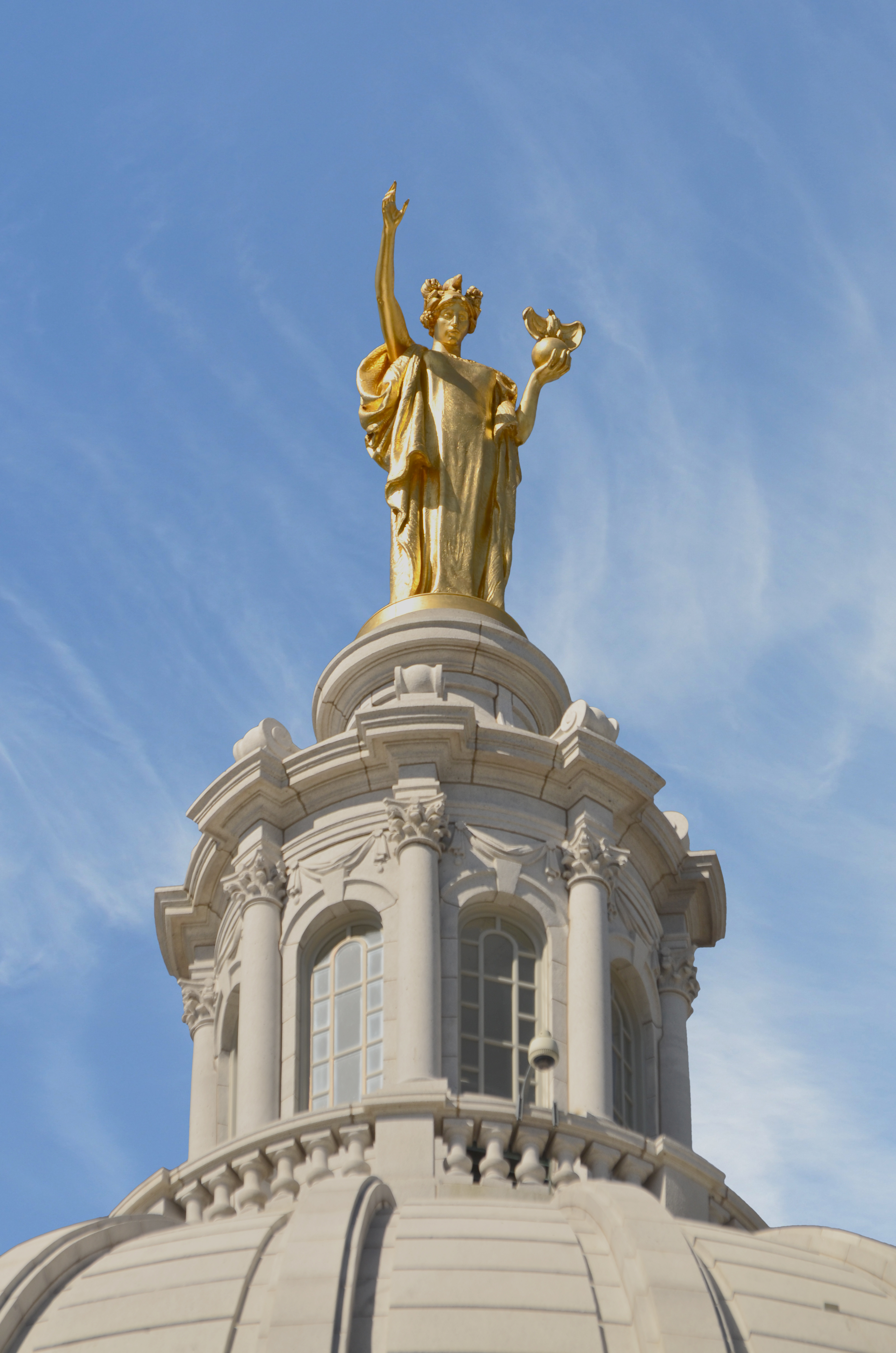
Wisconsin, Wisconsin State Capitol, Madison
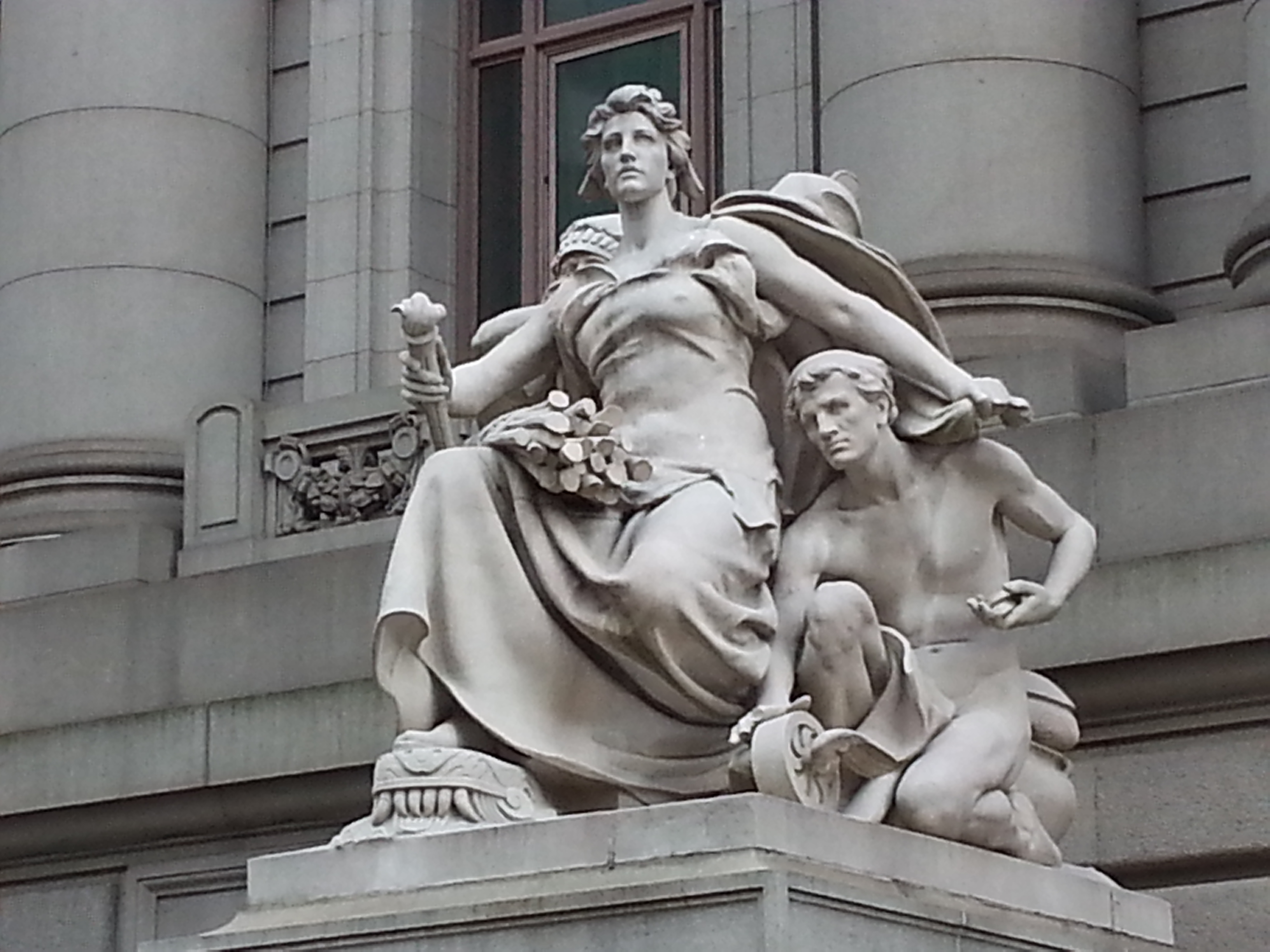
America aus der Skulpturengruppe Four Continents vor dem Alexander Hamilton US Custom House in New York City
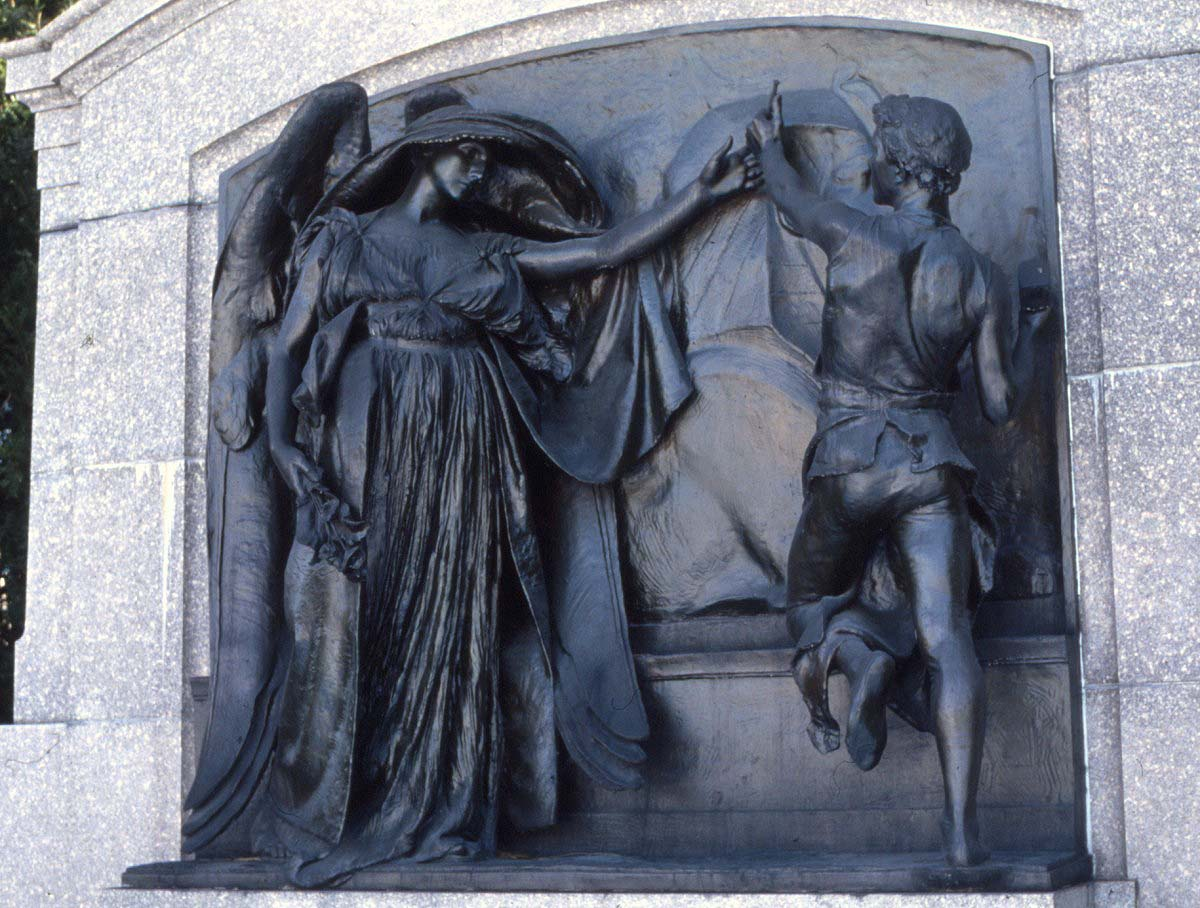
Death and the Sculptor, Bronze-Skulptur auf dem Forest-Hills-Friedhof in Boston
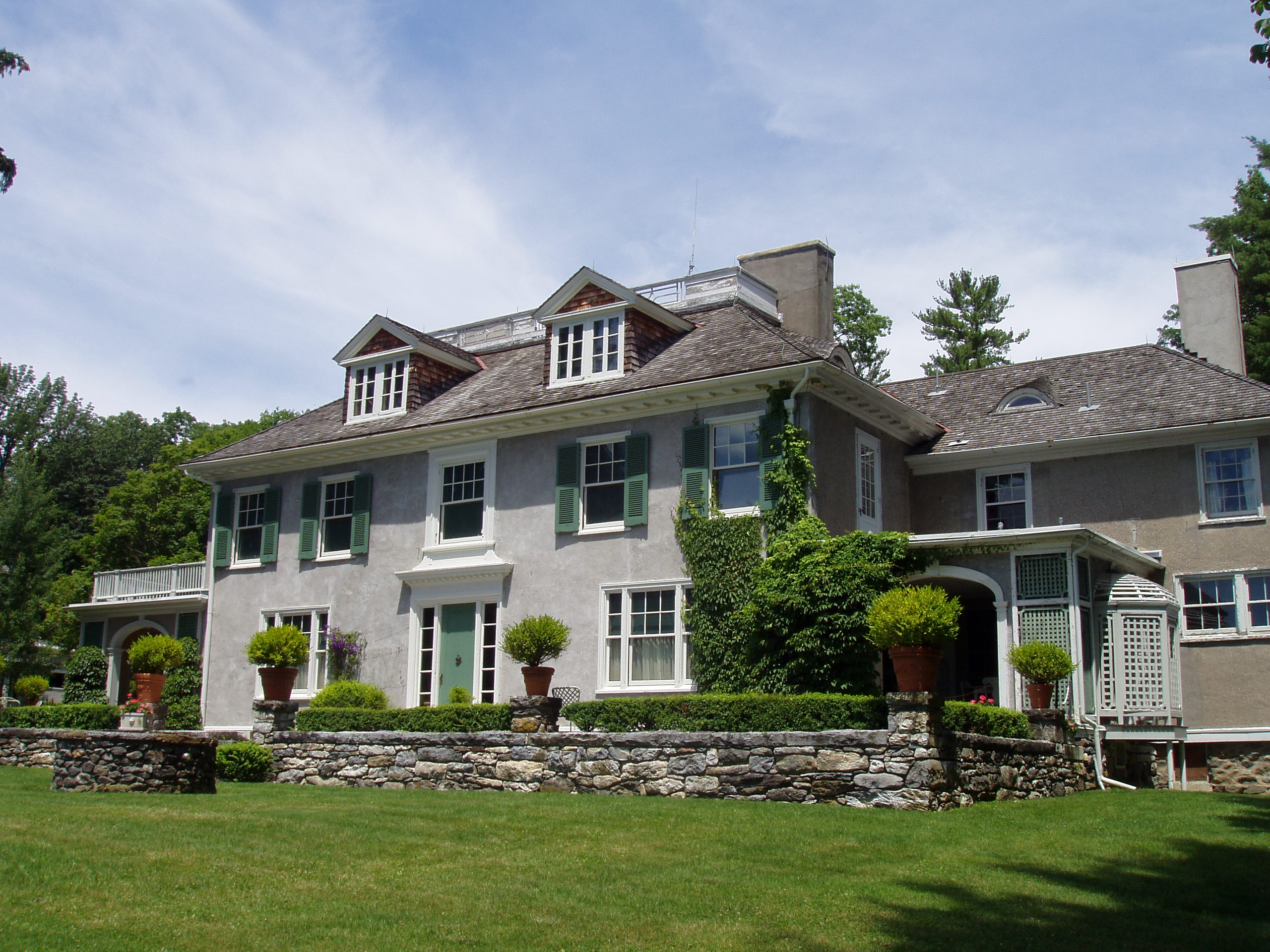
Sommerhaus Chesterwood in Stockbridge
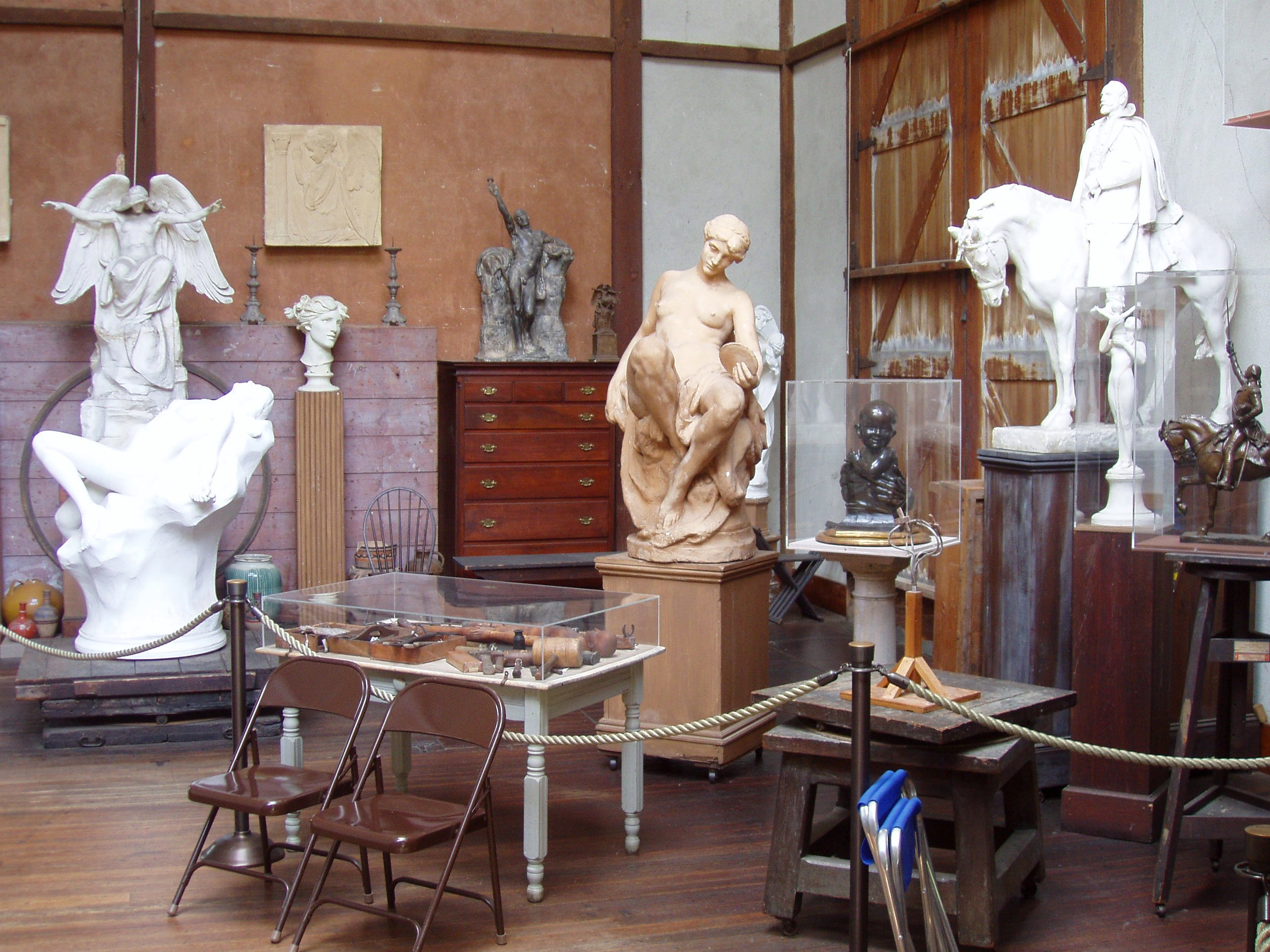
Atelier im Sommerhaus Chesterwood